# Carmona (Gerichtsbezirk)
Der Gerichtsbezirk Carmona ist einer der 15 Gerichtsbezirke in der Provinz Sevilla.
Der Bezirk umfasst 3 Gemeinden auf einer Fläche von 1.013,77 km² mit dem Hauptquartier in Carmona.

## Gemeinden
| Gemeinde               | Einwohner (2024) | Fläche km² | Dichte Einw./km² | Cod INE | Postleitzahl |
| ---------------------- | ---------------- | ---------- | ---------------- | ------- | ------------ |
| Carmona                | 29.871           | 924,12     | 32               | 41024   | 41410        |
| Mairena del Alcor      | 24.238           | 69,72      | 348              | 41058   | 41510        |
| El Viso del Alcor      | 19.310           | 19,93      | 969              | 41102   | 41520        |
| Gerichtsbezirk Carmona | 73.419           | 1.013,77   | 72               | –       | –            |